# Королевский дворец (Бар)
Королевский дворец (черног. Краљевски дворац, Kraljevski dvorać), также Вилла Тополица (черног. Вила Тополица, Vila Topolica) — трёхэтажное представительское здание на берегу Адриатического моря в городе Бар (Черногория). Считается одним из наиболее значительных памятников светской архитектуры в Черногории конца XIX века.
В дворцовый комплекс входят Большой замок с двумя сторожевыми башнями, Малый замок, часовня, зимний сад и дворцовый парк.

## История
Дворец впервые упоминается в газете «Глас Црногорца» в 1885 году. Построен по заказу Петра Карагеоргиевича, впоследствии сербского короля, назвавшего здание «Вилла Тополица» в честь города Топола в Сербии (местонахождение фамильной усыпальницы Карагеоргиевичей). Пётр жил в Черногории с 1883 года, после женитьбы на Зорке, дочери черногорского короля Николы. В гости к Петру сюда приезжали братья Арсений и Георгий. Также здесь останавливались король Никола и королева Милена, наследник престола Данило и его жена Ютта.
Позже Никола выкупил поместье для своего старшего сына, поэтому современники называли особняк «Дворец престолонаследника Данило» (черног. Dvorać prijestolonasljednika Danila). Король в последний раз был здесь 29 июня 1914 года. После Первой мировой войны, как писала газета «Зетски гласник», дворцовый комплекс представлял собой «запустение и разруху».
В 1933-1949 годах в Большом замке действовала сельскохозяйственная школа, после чего он был переделан в жилой дом. С 1960 года здесь размещается краеведческий музей Бара, а в 1965-1977 годах также и городская библиотека. Малый замок и зимний сад ныне используются в коммерческих целях.

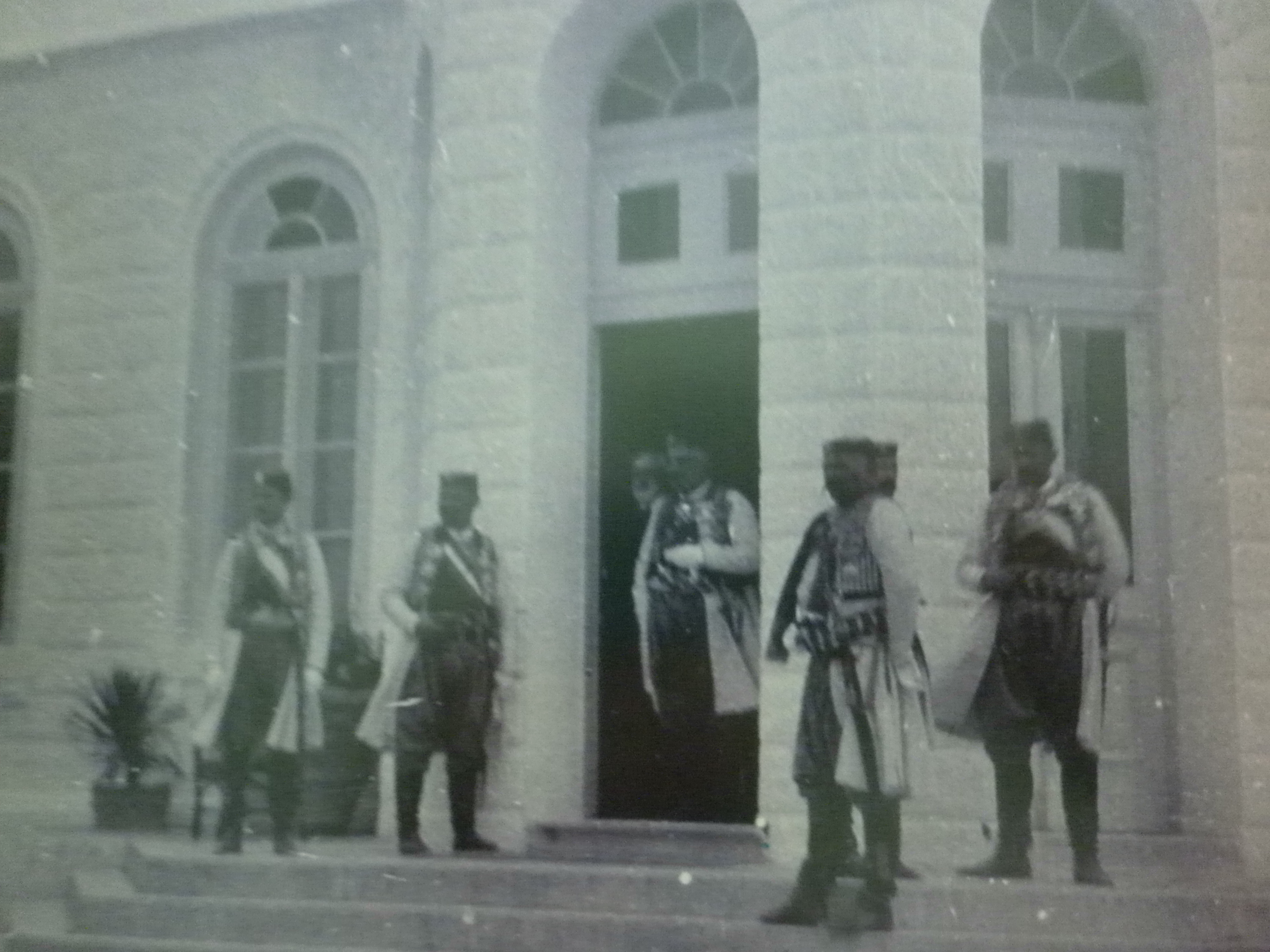
Король Никола во дворце
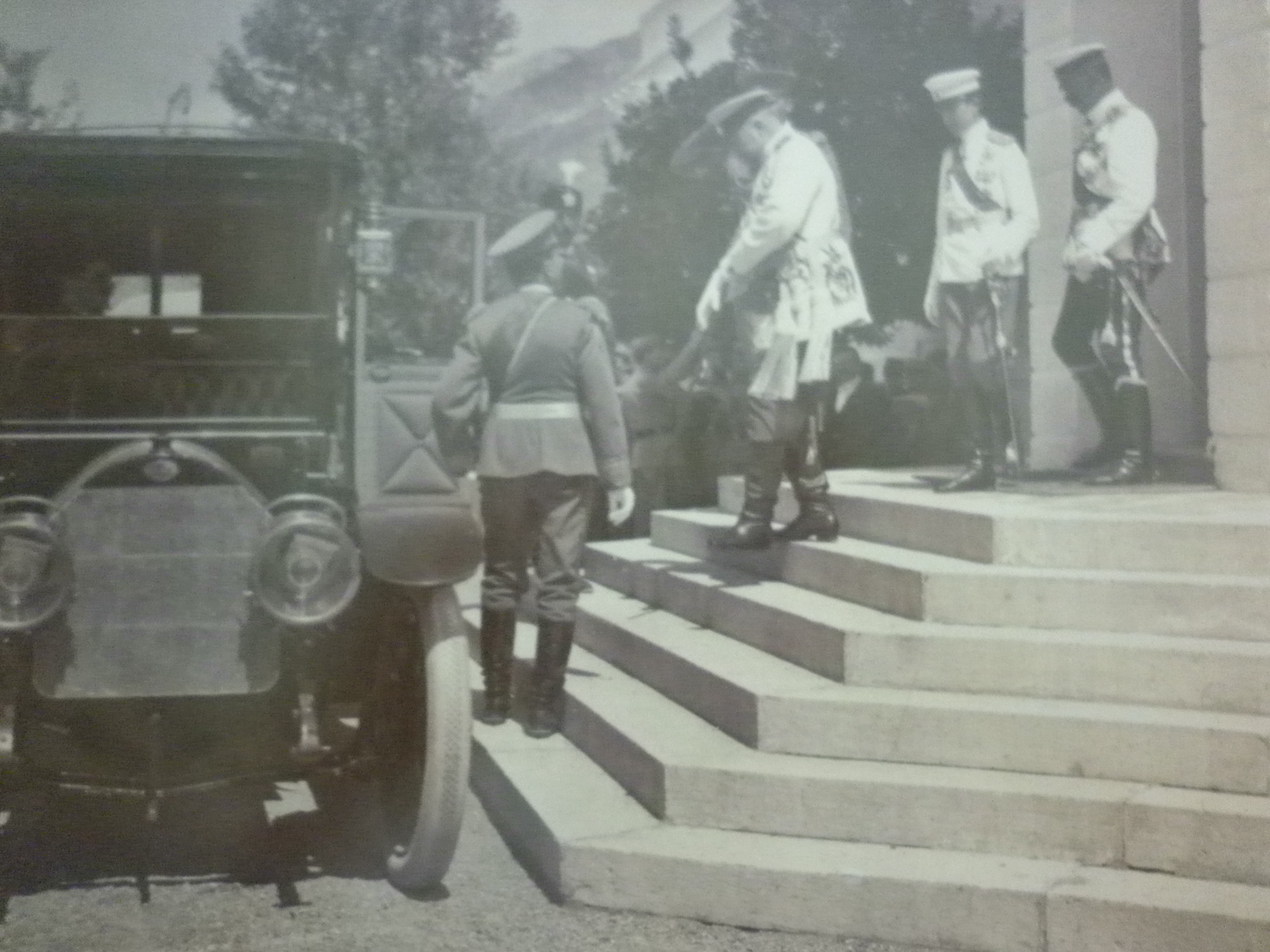
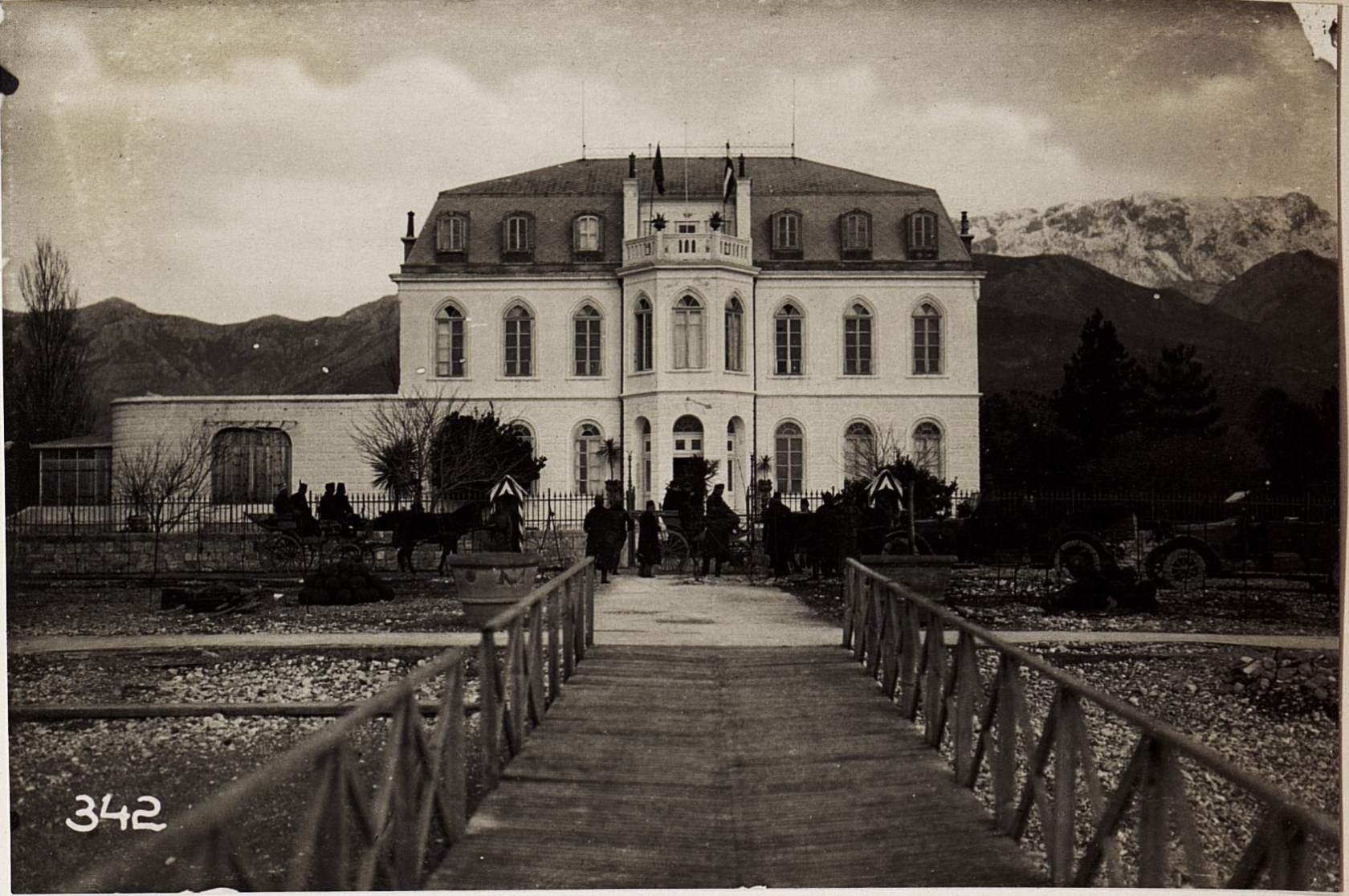
Дворец под австрийской оккупацией во время Первой мировой войны (1917)

## Архитектура
Автором проекта считается придворный архитектор Йосип Сладе, построивший также Царев мост в Никшиче, посольство Австро-Венгрии в Цетине и многие другие здания в Черногории.
Большой замок, главное здание дворцового комплекса, построен в стиле эклектики с элементами неоренессанса и неоклассицизма. В 1910 году с его левой стороны был пристроен прямоугольный со скругленными углами бальный зал. С обратной стороны дворца находится отдельный вход для верхнего этажа с лестницей, ведущей в дворцовый парк. По углам стены дворцового парка расположены сторожевые башни — невысокие шестиугольные здания с пирамидальной крышей.
На набережной перед дворцом был построен большой причал, который использовался для стоянки королевских яхт.
Малый замок, выполненный в стиле вилл на берегах североитальянских озёр, расположен южнее дворцового парка, также на набережной.
Часовня, небольшое прямоугольное здание с крыльцом на декоративных металлических столбах, расположена между Большим и Малым замками.
Зимний сад, подарок итальянского короля Виктора Эммануила III, женатого на другой дочери Николы, примыкает к дворцовому парку с восточной стороны. Застеклённая металлическая конструкция украшена в стиле модерн.

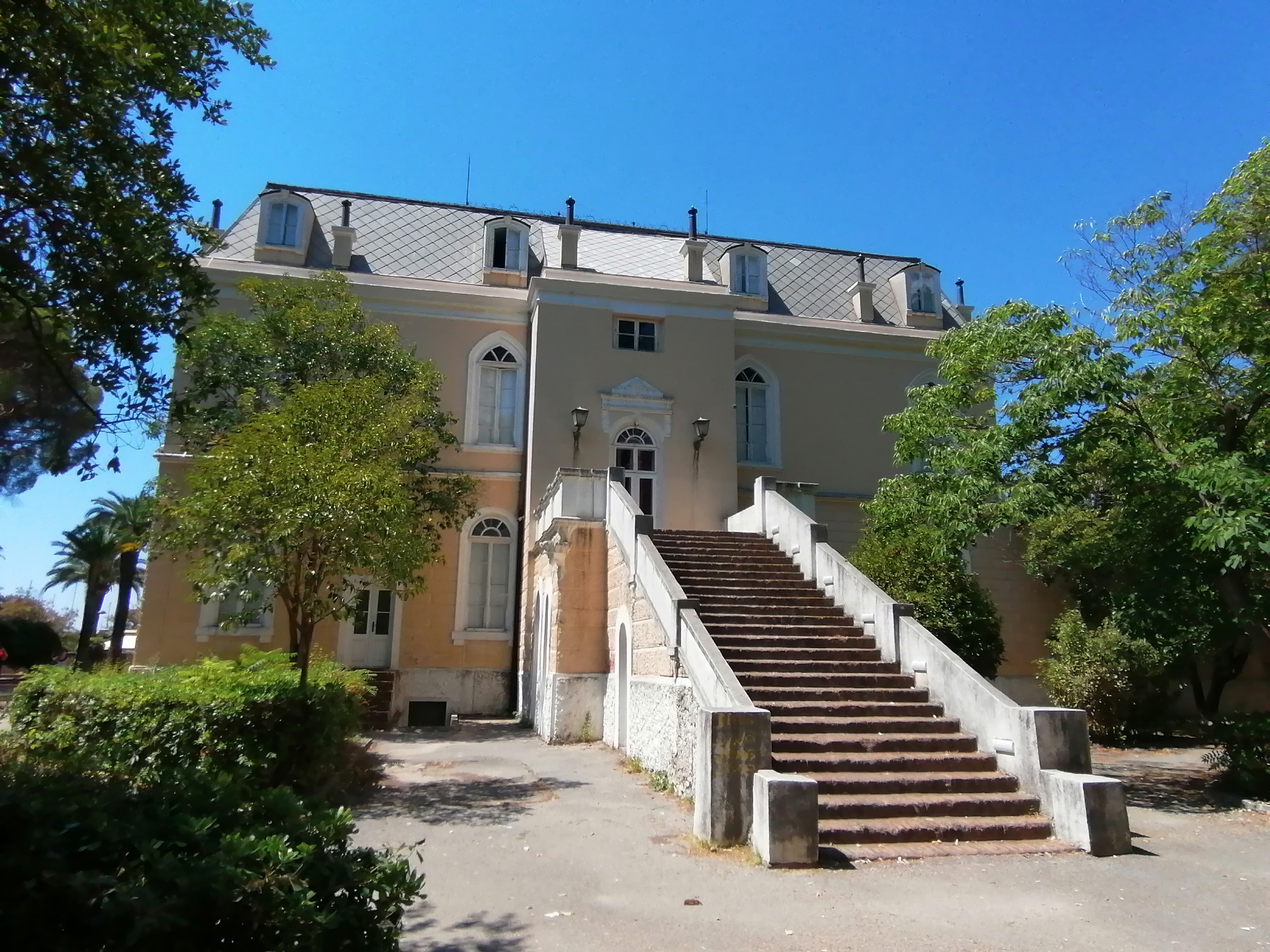
Вид с обратной стороны
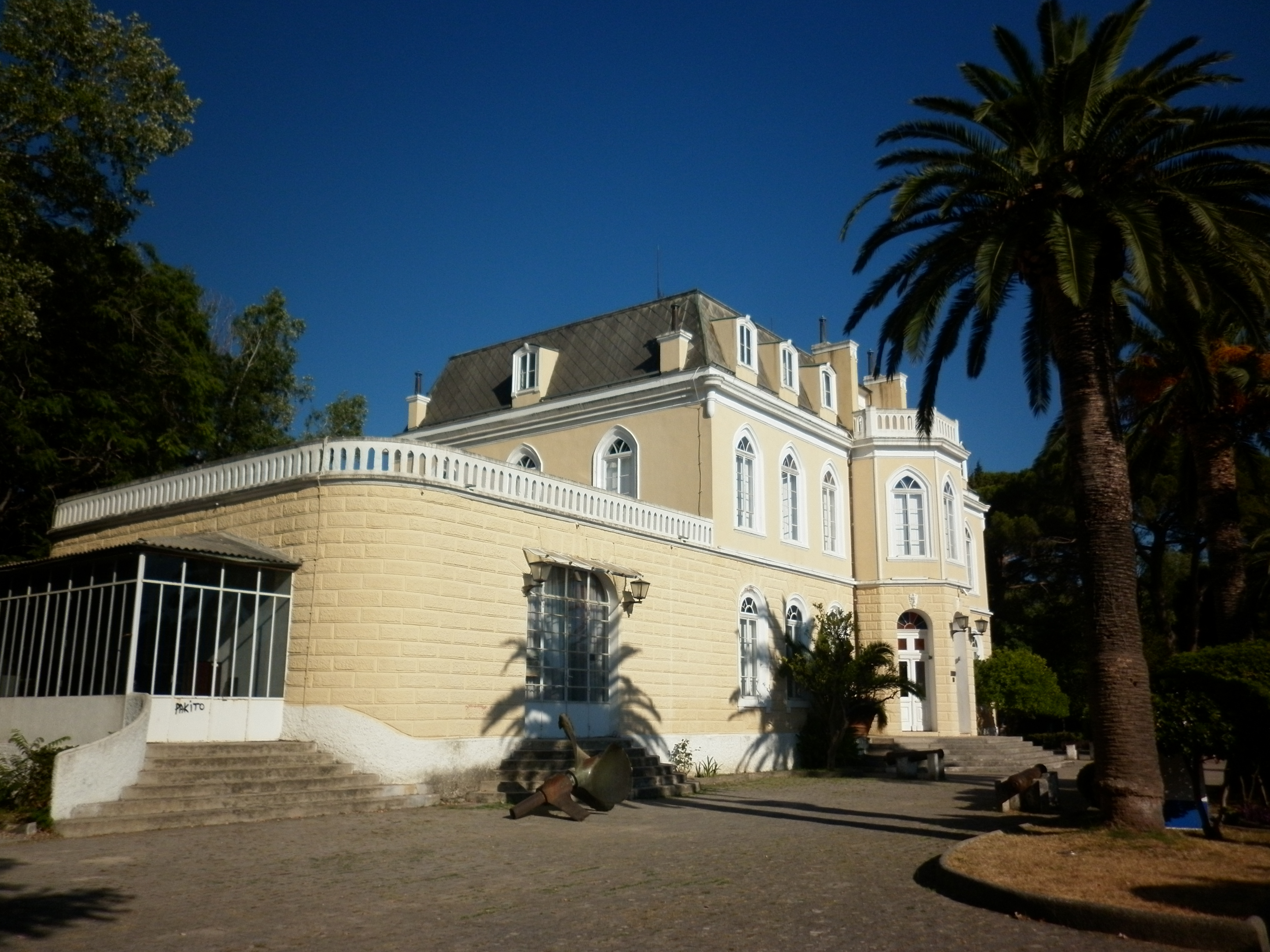
Бальный зал
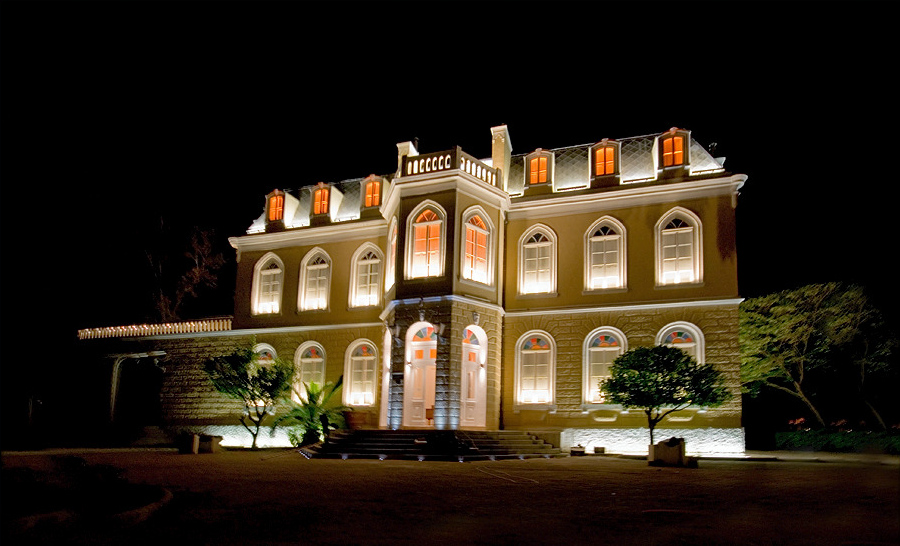
Вид ночью

## Интерьер
Планировка помещений Большого замка аналогична планировке королевского дворца в Подгорице:
- На нижнем этаже находится длинный холл с двойной лестницей, гостиная с камином, большая ванная комната и кухня.
- На верхнем этаже расположены комнаты королевской четы, наследной четы, князя Мирко, княгини Станы и вторая ванная комната.
- На чердаке находится кабинет короля, библиотека и третья ванная комната.

С парадного балкона над входными дверями открывается вид на пляж, с заднего балкона — на дворцовый парк.

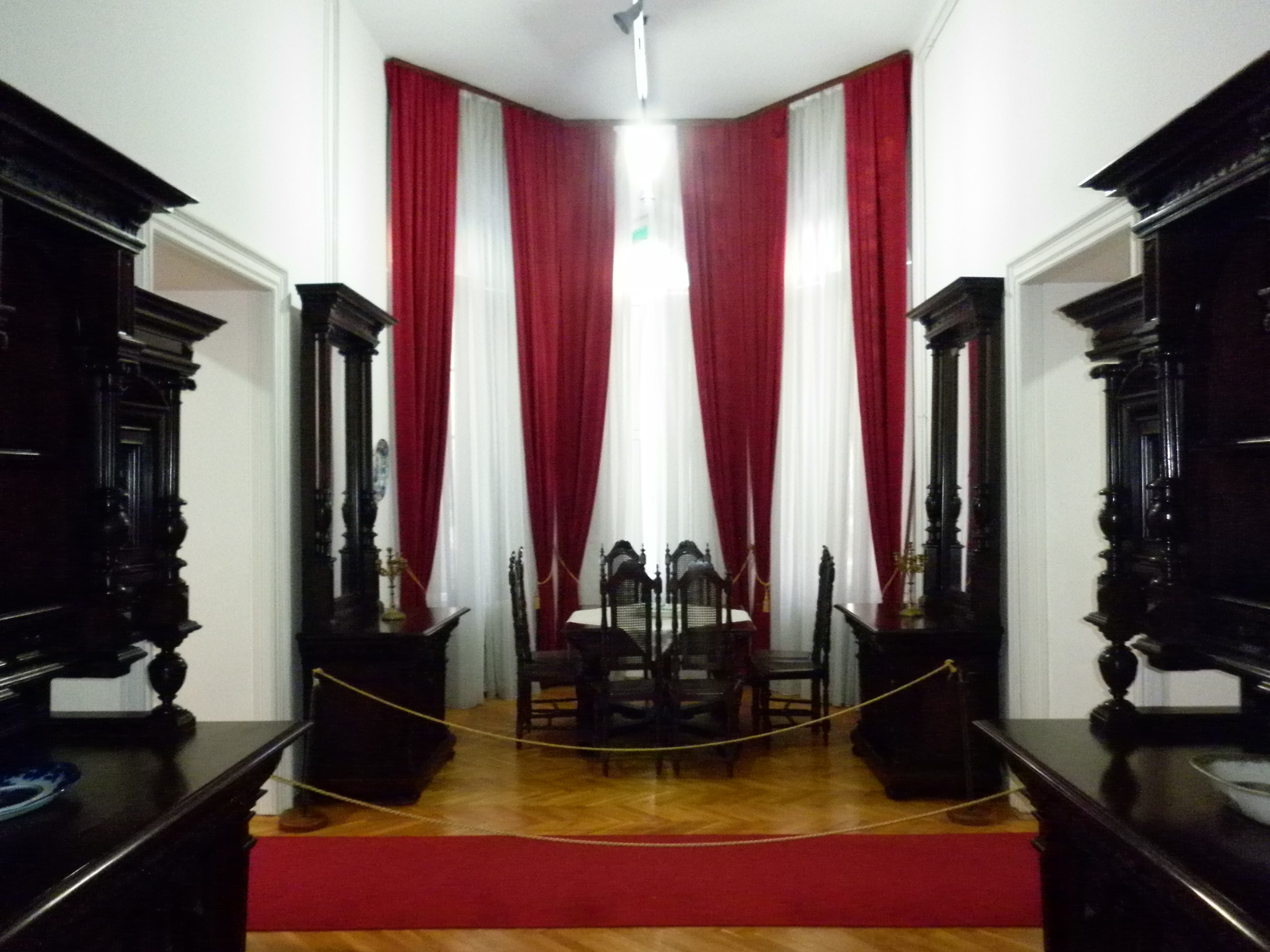
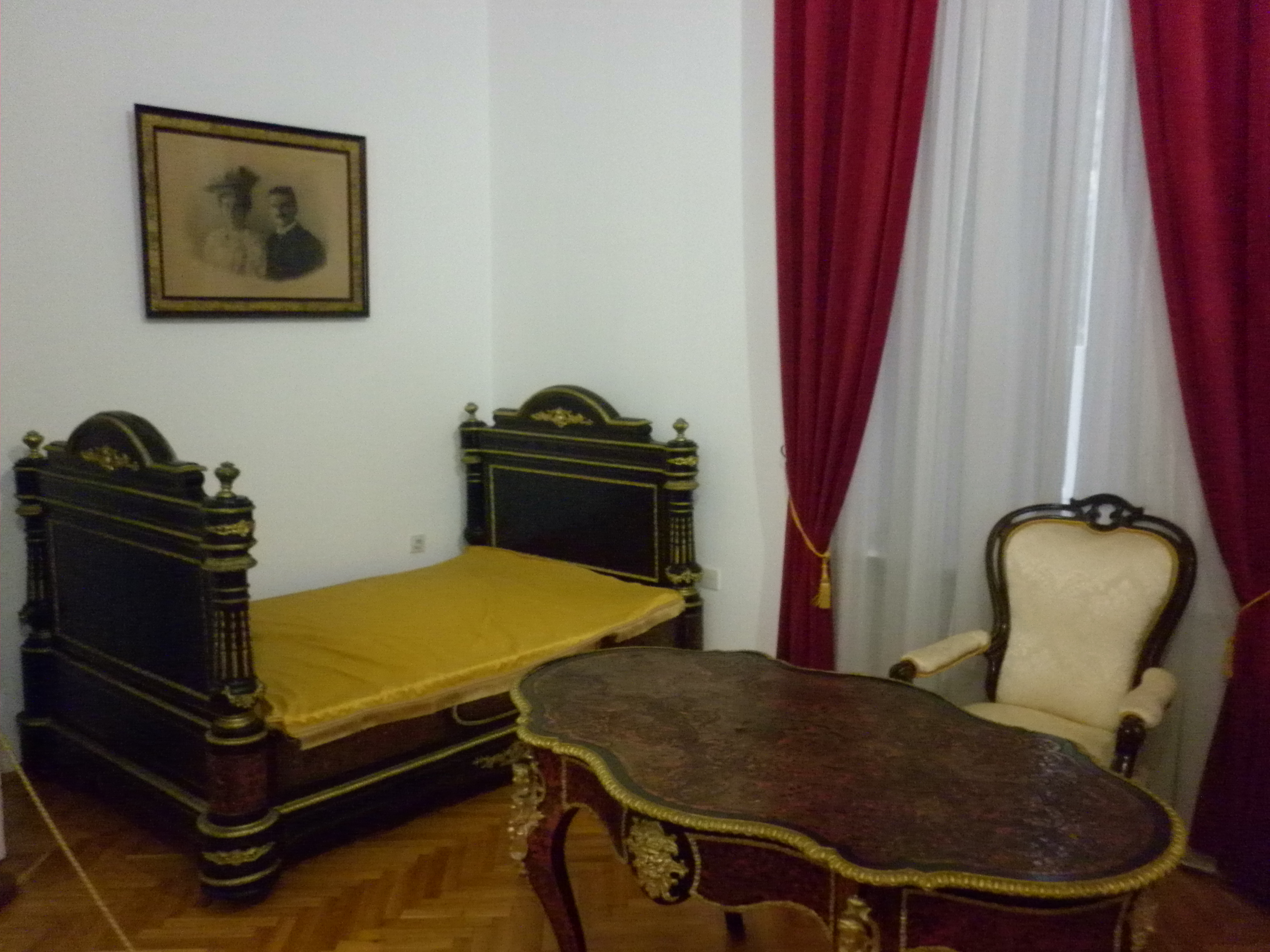
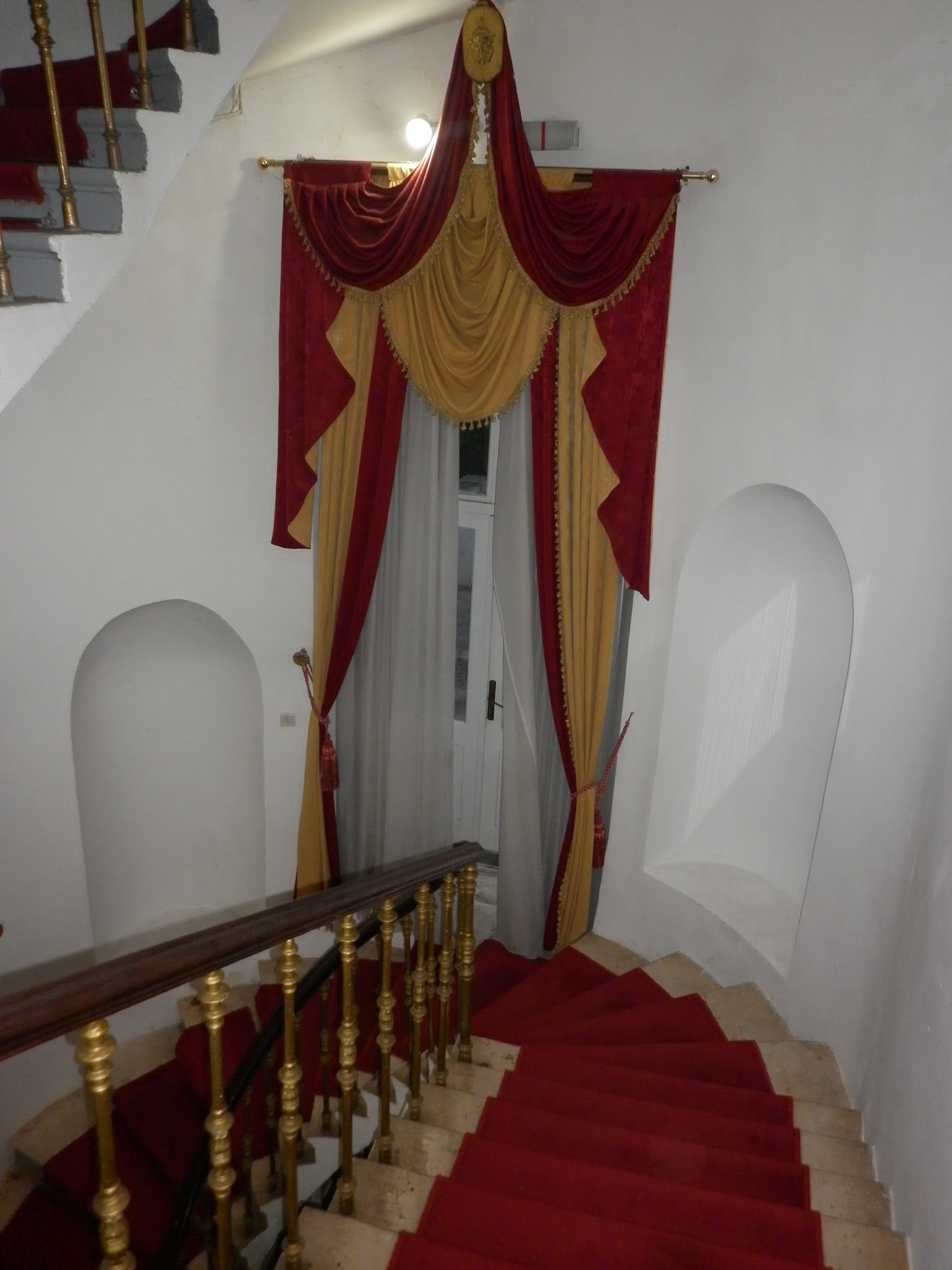

## Комментарии
1. ↑  В современной Черногории виллу Тополица часто называют «Дворец короля Николы» (как и все остальные местные королевские дворцы). Это не вполне корректно, так как король Никола бывал во дворце, но никогда им не владел.